# Great American Songbook
El Great American Songbook, el cancionero estadounidense, es un término que engloba las más conocidas composiciones de la cultura popular de los Estados Unidos de América del siglo XX, la mayoría de las cuales fueron escritas por el grupo de compositores Tin Pan Alley para Broadway y Hollywood entre 1920 y 1960. Muchos de los temas del Great American Songbook se han convertido en estándares de jazz. Los compositores y letristas más citados en el Songbook incluyen a Jerome Kern, Irving Berlin, George Gershwin, Richard Rodgers, Cole Porter, Hoagy Carmichael y Harold Arlen.

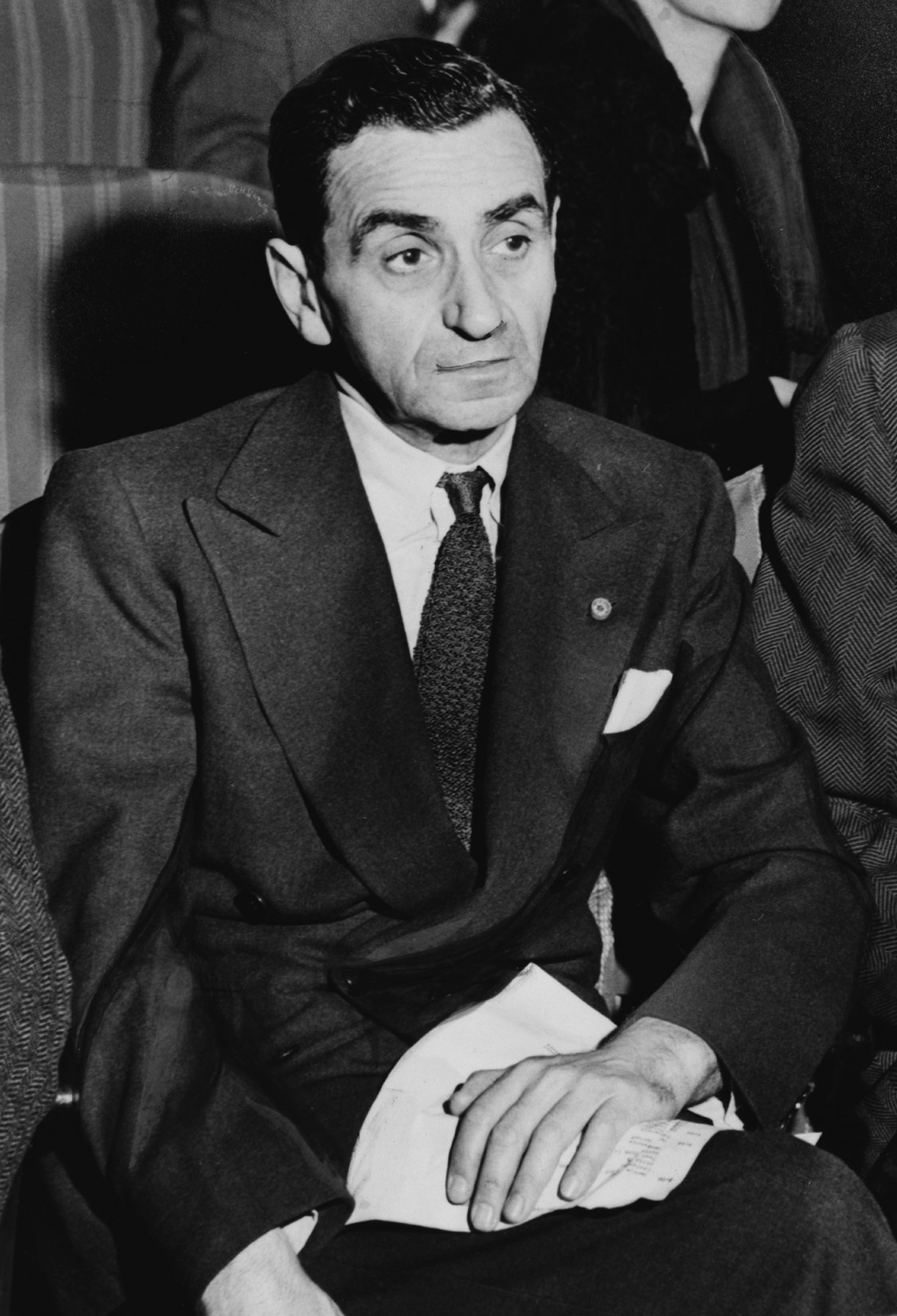
Irving Berlin, uno de los compositores y letrista más prolíficos del Great American Songbook.

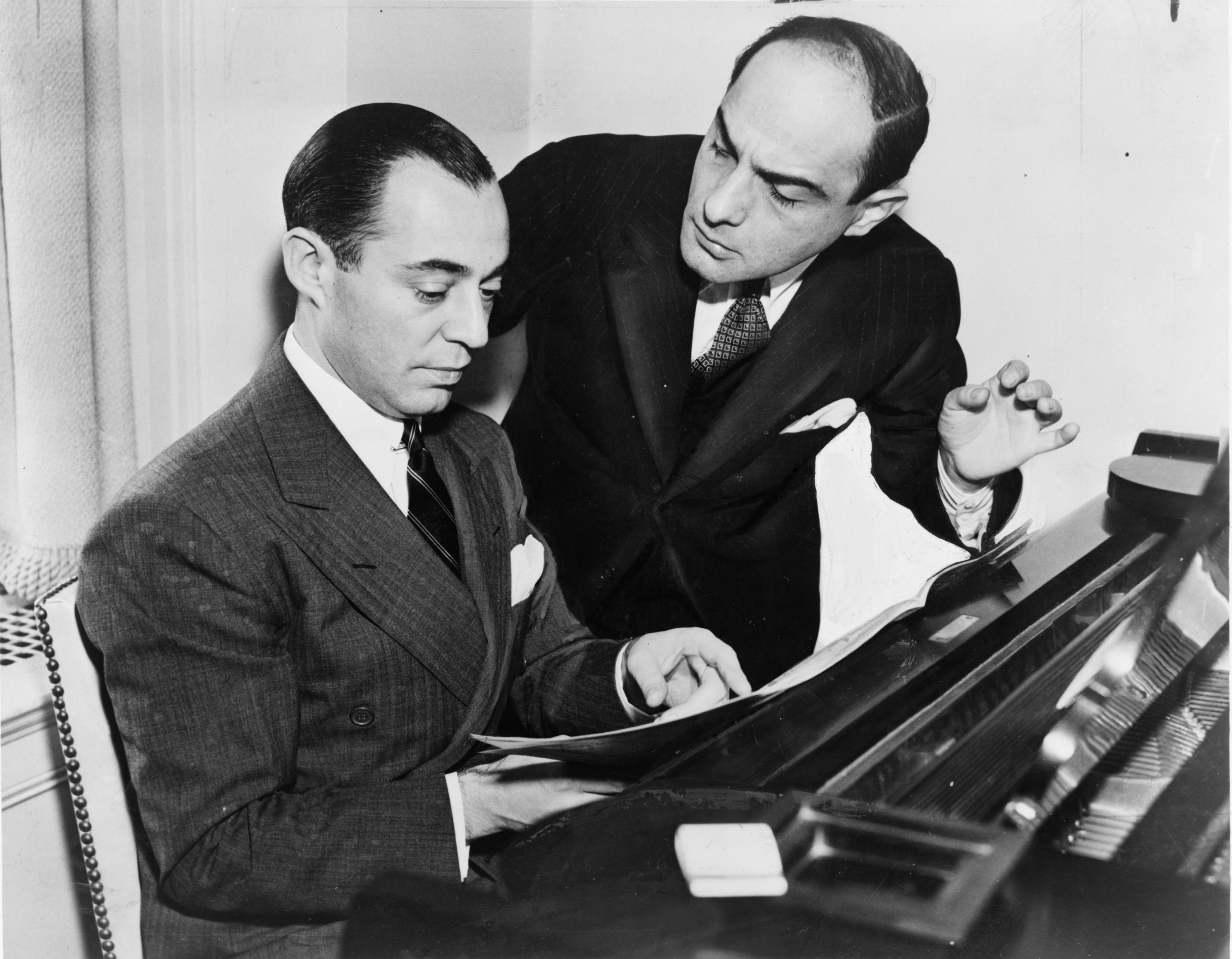
Richard Rodgers y Lorenz Hart

## Artistas
Muchas cantantes y músicos han grabado expresamente las canciones que forman parte del Great American Songbook. En este sentido, artistas como Ella Fitzgerald, cuya extensa obra grabado para Verve en las décadas de 1950 y 1960 incluían más de 250 canciones del Songbook. Otros artistas que han hecho híncapie en grabar el Great American Songbook incluyen Fred Astaire, Chet Baker, Shirley Bassey, Tony Bennett, June Christy, Rosemary Clooney, Nat "King" Cole, Perry Como, Bing Crosby, Bobby Darin, Sammy Davis, Jr., 
Doris Day, Blossom Dearie, Judy Garland, Eydie Gorme, Billie Holiday, Al Jolson, Frankie Laine, Peggy Lee, Julie London, Dean Martin, Johnny Mathis, Carmen McRae, Helen Merrill, Wayne Newton, Dinah Shore, Nina Simone, Frank Sinatra, Barbra Streisand, Mel Tormé, Sarah Vaughan, Dinah Washington, y Andy Williams. Por otra parte, artistas de otros géneros también han tenido éxito con sus versiones del Great American Songbook, como Rod Stewart quien, con cinco volúmenes de estándares norteamericanos, y cuatro millones de discos vendidos de cada uno, consiguió su primer Premio Grammy y su primer número uno en EE. UU. desde 1979.